# 브니엘예술고등학교
브니엘예술고등학교(브니엘藝術高等學校)는 대한민국 부산광역시 금정구 구서동에 위치한 사립 고등학교이다.

## 학교 연혁
- 1963년 12월 6일 : 브니엘학원(學園) 설립
- 1998년 9월 19일 : 브니엘예술고등학교 설립인가 (9학급)
- 1999년 3월 2일 : 브니엘예술고등학교 개교 (1학년 무용 1,미술 1,음악 1)
- 1999년 9월 14일 : 학급증설 인가 12학급
- 2002년 2월 11일 : 제1회 졸업식
- 2002년 6월 7일 : 학급증설 인가 15학급(각학년 무용 1, 미술 2, 음악 2)
- 2005년 10월 7일 : 생활관(제1기숙사) 준공 개관
- 2017년 7월 12일 : 제19회 브니엘 미술전시회 개최
- 2017년 3월 1일 : 이응희 교장 부임
- 2019년 2월 13일 : 제18회 졸업(졸업생 누계 3,412명)

## 설치 학과
- 7차일반
- 예술과

## 참고 자료
- 브니엘예술고등학교 - 한국교육학술정보원 학교알리미